# Sornas
Sornas è un villaggio di Andorra, nella parrocchia di Ordino con 198 abitanti (dato 2010) .